# August Klughardt
August Friedrich Martin Klughardt (Köthen, 30 november 1847 – Roßlau, 3 augustus 1902) was een Duits componist en dirigent.

## Levensloop
Klughardt kreeg op 10-jarige leeftijd piano- en muziektheorielessen bij Eduard Thiele in Dessau. Voor een muziekkring aan het plaatselijke gymnasium schreef hij zijn eerste kleine stukjes. Bekend is ook, dat hij in 1864 tijdens een abonnementsconcert solist was in het Eerste pianoconcert op. 25 (1832) van Mendelssohn. Vanaf 1866 studeerde hij aan de Hochschule für Musik Carl Maria von Weber Dresden. Al toen publiceerde hij eerste composities.
Vanaf 1867 begon hij zijn loopbaan als kapelmeester, die hem verder binnen 15 jaren naar het stedelijk theater in Poznań (toen nog Posen), het stedelijk theater Neustrelitz, het stedelijk theater Lübeck, het hoftheater Weimar (1869-1873) en in 1873 opnieuw naar Neustrelitz bracht. De samenwerking met Franz Liszt in Weimar was voor zijn muzikale ontwikkeling heel belangrijk. Vanaf 1880 was hij directeur aan het stedelijk theater in Neustrelitz. In 1876 was hij bezoeker tijdens de eerste Bayreuther Festspiele.
In 1882 werd hij op aanbeveling van zijn oude leraar Thiele hofkapelmeester te Dessau. Hij behield deze functie tot zijn overlijden. In de jaren 1892-93 dirigeerde hij daar Der Ring des Nibelungen van Wagner. Met uitzondering van Parsifal heeft hij alle muziektheaterwerken van Wagner in Dessau uitgevoerd. Het leidde tot een samenwerking met de Festspielstad Bayreuth, waarbij musici en zangers werden uitgewisseld. Klughardt bracht het orkest op een hoog peil en ook het theaterkoor had een aanzienlijk muzikaal niveau. Aan het eind van de 19e eeuw gingen regelmatig 20 leden uit dit koor naar het Royal Opera House in het Londense Covent Garden om aldaar de basis te vormen voor een koor bij de uitvoering van Duitstalige opera's.
In zijn laatste levensjaren werd hij door verschillende organisaties onderscheiden. In 1898 werd hij lid van de Berlijnse Academie van de Kunsten, in 1900 werd hij eredoctor van de Friedrich Alexander Universiteit te Erlangen. Hij kreeg ook het aanbod van een leidende functie binnen de Sing-Akademie in Berlijn, maar die heeft hij niet aangenomen.
Met het plotselinge overlijden van Klughardt op 3 augustus 1902 kwam in Dessau een einde aan een tijdperk van meer dan 100 jaar waarin een componist als chef-dirigent het orkest leidde.

## Werk
Als componist schreef hij 4 opera's, 5 symfonieën, oratoria, concerten voor instrumenten en orkest, kamermuziek, liederen en koorwerken. Zijn opera's hadden geen blijvend succes, omdat hij in Duitsland voor een van de "Circumpolaren" om Richard Wagner werd aangezien. Toch is hij slechts ten dele beïnvloed door de Nieuwe Duitse school. Hij nam in zijn opera's wel het gebruik van Leitmotive over van Wagner, maar tegelijk hield hij vast aan de traditionele "nummer-opera" met losse aria's en koren in plaats van een doorgecomponeerde structuur. Zijn symfonieën, concerten en kamermuziek, waarin hij beïnvloed werd door het werk van Schumann, zijn langer op het repertoire gebleven in de Europese concertzalen. De liederen en oratoria van Klughardt werden door zijn tijdgenoten beschouwd als van meer dan plaatselijke betekenis, maar zijn toch in vergetelheid geraakt.

## Composities

### Orkestwerken

#### Symfonieën
- 1871 Waldleben, Symfonie (teruggetrokken)
- 1873 Symfonie nr. 1 "Leonore", voor orkest, op. 27
- 1876 Symfonie nr. 2 in f klein, voor orkest, op. 34
- ± 1880 Symfonie nr. 3 in D groot, voor orkest, op. 37
- 1897 Symfonie nr. 4 in c klein, voor orkest, op. 57
- 1897 Symfonie nr. 5 in c klein, voor orkest, op. 71 (Bewerking van het Sextet, op. 58)

#### Concerten voor instrumenten en orkest
- ± 1870 Concertstuk in F groot, voor hobo en orkest, op. 18
- ± 1890 Concert in a klein, voor cello en orkest, op. 59
- ± 1895 Concert in D groot, voor viool en orkest, op. 68
- Romance, voor basklarinet en orkest

#### Andere werken voor orkest
- 1869 Sophonisbe, ouverture tot de tragedie van Emanuel Geibel voor orkest, op. 12
- 1871 Die Wacht am Rhein, overwinningsouverture voor orkest, op. 26
- 1883 Suite in a klein, voor orkest, op. 40
- 1896 Auf der Wanderschaft, suite voor orkest, op. 67 (oorspronkelijk voor piano)
- 1898 Drie stukken, voor strijkorkest, op. 74
- 1899 Fest-Ouvertüre zur Feier des 100-jährigen Bestehens des Herzoglichen Hoftheaters zu Dessau, voor orkest, op. 78
- 1901 Drie stukken, voor orkest, op. 87
- Konzert-Ouverture in G groot, voor orkest, op. 45
- Serenade, voor orkest, op. 17

### Werken voor harmonieorkest
- Sophonisbe, ouverture tot de tragedie voor harmonieorkest, op. 12 - bewerkt door Otto Zurmühle

### Muziektheater

#### Opera's
| Voltooid in       | titel                           | aktes | première                                                                                             | libretto                                 |
| ----------------- | ------------------------------- | ----- | --- | ---------------------------------------- |
| ± 1870            | Mirjam, op. 15                  | 3     | 11 april 1871, Weimar, hoftheater                                                                    | Alfred Formey                            |
| 1877-1878         | Iwein, op. 35                   | 3     | 28 maart 1878, Neustrelitz, stedelijk theater                                                        | Carl Niemann                             |
| 1880-1881         | Gudrun, op. 38                  | 3     | 31 januari 1881, Neustrelitz, stedelijk theater                                                      | Carl Niemann                             |
| ± 1885, rev. 1889 | Die Hochzeit des Mönchs, op. 48 | 4     | 19 november 1886 Dessau, hoftheater; gerev. versie: 15 november 1889, Neustrelitz, stedelijk theater | Ernst Pasqué naar Conrad Ferdinand Meyer |

### Vocale muziek

#### Oratoria, cantates
- 1886 Die Grablegung Christi, cantate voor solisten, gemengd koor en orkest, op. 50
- ± 1898 Die Zerstörung Jerusalems, oratorium voor solisten, gemengd koor en orkest, op. 75
- ± 1900 Judith, oratorium voor solisten, gemengd koor en orkest, op. 85
- 1900 Der 100. Psalm - "Jauchzet dem Herrn alle Welt", voor bas solo, gemengd koor en orkest, op. 65
- Die heilige Nacht, voor sopraan, alt solo, vrouwenkoor en piano (of harmonium ad lib.), op. 77

#### Koor a capella
- 1871 Die Grenzberichtigung, voor mannenkoor, op. 25
- 1871 Auf der Wanderung, voor mannenkoor, op. 64
- Der 23. Psalm - "Der Herr ist mein Hirte", voor gemengd koor, op. 89

Liederen
- 1870 Drie liederen, voor zangstem en piano, op. 12
  1. An den Frühling
  2. Vöglein, wohin so schnell?
  3. Mein Liebchen
- Die Bremer Stadtmusikanten, voor 2 sopranen, altsolo, vrouwenkoor en piano, op. 76

### Kamermuziek
- 1872 Schilflieder, 5 fantasiestukken voor hobo, altviool en piano op. 28 - naar gedichten van Nikolaus Lenau
- ± 1883 Strijkkwartet in F groot, op. 42
- ± 1883 Kwintet (Pianokwintet) in g klein, voor piano, 2 violen, altviool en cello, op. 43
- ± 1885 Trio (Pianotrio) in Bes groot, voor piano, viool en cello, op. 47
- ± 1890 Strijksextet in cis klein, op. 58
- ± 1890 Strijkkwartet in D groot, op. 61
- ± 1890 Strijkkwintet in g klein, op. 62
- 1898 Blaaskwintet in C groot, op. 79
- 1902 Romance, voor viool en piano, op. 83

## Tekstbezorging muziekuitgaven
- Stücke für eine Spieluhr nach dem Musikspielwerk einer aus dem Schloss in Koethen stammenden Wanduhr. Nach mündlicher Überlieferung von J.S. Bach (Breitkopf & Härtel, 1897).

August Klughardt, tekstbezorger van deze muziekuitgave, schrijft in het voorwoord van de uitgave: "Im Besitz Seiner Hoheit des Herzogs Friedrich von Anhalt, meines gnädigsten Herrn, befindet sich eine alte prunkvolle Wanduhr (Standuhr) mit einem Musikspielwerk, dessen reizende Weisen Originalkompositionen Seb. Bachs aus der Zeit 1717-1723, als er beim Fürsten Leopold von Anhalt-Cöthen in Diensten stand, sein sollen."
In werkelijkheid gaat het om (18) muziekstukken voor een mechanisch orgel in een klok - BWV-Anhang 133-150 - die uit 1757 dateren en gecomponeerd zijn door Wilhelm Friedemann Bach, oudste zoon van Johann Sebastian Bach.